# Franco Capelletti
Franco Capelletti (Iseo, 28 dicembre 1938) è un dirigente sportivo italiano.
Il Maestro Franco Capelletti, è nato a Iseo in provincia di Brescia ed è il primo e finora unico judoka italiano ad essere arrivato ad indossare la cintura rossa X dan, massimo grado del judo, a seguire il M° Shoji Sugiyama IX Dan di judo nel 2017 a Torino.
Inizia la sua carriera sportiva come calciatore nella squadra giovanile Juventina, nel Cremonese, ma a diciannove anni lascia il calcio per dedicarsi completamente al Judo militando nella palestra del maestro del Kodokan Tadashi Koike.
Nel 1960 è tra i primi iscritti al neonato Saigo Judo Club Cremona, dove nel 1965 ottiene la promozione a cintura nera, rimanendo fino al 1968.
Nel 1975 l'avvocato Augusto Ceracchini, vicepresidente del settore Judo della FILPJ, lo vuole nello staff della nazionale come direttore tecnico, ruolo che ricoprirà fino al 1988 e dal 2004 al 2008.
Successivamente, senza mai uscire dai ranghi Federali FIJLKAM, è stato consulente tecnico del Presidente Matteo Pellicone poi Consigliere e infine vicepresidente Federale.
Dal 1994 è membro dell'European Judo Union prima come aiuto direttore sportivo, poi direttore sportivo, poi ancora di capo della direzione sportiva e infine vicepresidente. Successivamente Yasuhiro Yamashita lo ha voluto nell'IJF come membro della Commissione Educazione e Coaching, ruolo che ancora ricopre.
Ha presenziato i massimi livelli del Judo Internazionale per nove edizioni dei Giochi Olimpici che con Rio de Janeiro diventeranno dieci.
La IJF gli ha riconosciuto il 10° dan che gli è stato consegnato dal Presidente Marius Vizer nella serata di gala del 27 Agosto 2017, al termine dei Campionati Mondiali Seniores di Budapest (HUN).